# 巴哈姆特動畫瘋
巴哈姆特動畫瘋，簡稱動畫瘋，是由巴哈姆特電玩資訊站於台灣營運的OTT播放平台，主要供應動畫和特攝作品，並採用中華電信影音串流服務，力求能達到與日本當季新番作品同步播出。用户可透過電腦版Google Chrome、Microsoft Edge等瀏覽器，以及iOS、Android版本APP觀看動畫。

## 成立歷程
創辦人陳建弘起初的規劃是主打免費、畫質1080p、繁體中文字幕、12小時內要同步日本進度，商業模式維持廣告收益，但商業模式遭日方反駁，最後改為收費制。
巴哈姆特電玩資訊站2014年站內舉行的網路問卷調查中，有超過7成的受訪者願意付費收看網路平台的正版動畫和特攝作品。因此巴哈姆特開始評估網路平台動畫播放的可行性，並藉此數據尋求合作伙伴；2016年與臺灣影音代理商木棉花國際合作成立動畫瘋。
動畫瘋前期慘澹經營，流量和付費沒起來，當時的付費比例不到0.5%；至2018年10月，調整為僅付費用戶才能觀看1080P畫質，及2020年1月多個強檔動畫上線、疫情導致臺灣寒假延長，皆使付費比例攀升。2023年的付費比例為11%，陳建弘認為除了是因為巴哈姆特動畫瘋的內容供給豐富、提供的服務優良，另一個原因是觀看盜版動畫者，現在有經濟能力後，回過頭支持正版服務，把這費用當成「贖罪券」。未來目標要讓動畫瘋成為「動漫版Netflix」。

## 服務與功能
動畫瘋服務授權範圍僅限台澎金馬地區、香港及澳門，服務區分為「含廣告免費收看」與「無廣告付費收看」，服務語言使用繁體中文。未註冊訪客僅能以360p畫質觀看，註冊用戶可使用540p及720p的畫質，而付費用戶則可使用1080p畫質，部分作品僅限付費用戶觀看。通過年齡驗證的用戶可觀看無修正或部分修正版作品。
觀看與訂閱方式為電腦版瀏覽器、Android、iOS版本APP，並支援Android TV、Apple TV版本APP。付費方案分為一般方案：無廣告30天、90天、180天和360天；以及不定期特惠方案：210天、390天。若網站出現異常故障，影響付費會員相關權益，通常會根據故障的時間延長付費會員效期作為補償。
所提供的彈幕功能可決定是否要顯示。為方便找尋作品，也提供類型篩選功能，共分為15種，包含：奇幻冒險、科幻未來、青春校園、幽默搞笑、戀愛、溫馨、靈異神怪、推理懸疑、料理美食、社會寫實、運動競技、歷史傳記、其他、電影版、 OVA。推出動畫派對功能，使觀眾可和實況主持人線上同步視聽和即時互動。
另有熱心網友開發了「動畫瘋·Plus」非官方Chrome擴充和Greasy Fork插件。主要功能有分級標識自動同意、播畢後自動切換至下一集、影片空降座標、子母畫面顯示彈幕、影片截圖錄影、影片右鍵選取彈幕等。

### 代理商
動畫瘋成立初期的代理商為木棉花國際、群英社、普威爾國際等。至今於官網的動畫頻道分類項目中，列出羚邦集團、曼迪傳播、童園創意、台灣角川、杰外動漫、Aniplus、回歸線娛樂、元美國際映像、提恩傳媒、車庫娛樂、霹靂國際多媒體和REMOW等代理商的動畫或特攝作品。動畫瘋的購片制是採分潤制度，以避免鉅資購買動畫版權、收視不佳導致虧損等問題。在香港及澳門地區的服務於2024年6月3日正式上線，首階段合作伙伴為木棉花國際、羚邦集團、曼迪傳播、Aniplus、回歸線娛樂及提恩傳媒；因授權地區和審核流程的不同，相關作品和節目會以分批形式開放觀賞權利。

### 歷史
2016年1月6日，動畫瘋服務正式上線。1月25日，取消會員需註冊滿3個月才能觀看限制，新增付費去廣告方案。5月11日，正式推出APP版本。2017年4月，公佈30日內非重複觀眾付費比例。
2018年2月7日，PC版新增自訂彈幕過濾關鍵字功能；APP版3月4日新增。9月19日，新增Android TV版。10月8日，因用戶增加，為維持觀看品質，原先註冊會員即可免費觀看的1080p畫質轉為付費服務。12月21日，新增Apple TV版。
2019年4月29日，為配合維護兒少瀏覽環境，限制級作品將需要配合登入後才能觀看。2020年1月16日，由於《異種族風俗娘評鑑指南》的播放尺度爭議，故新增「年齡驗證」機制。以信用卡付款、iOS付款、LINE Pay綁定信用卡和中華電信手機帳單完成交易即為通過驗證，才可觀看無修正動畫。
2023年11月28日， 宣布「動畫派對」功能常駐開放測試，開啟派對限付費用戶權限，加入派對則無限制。12月27日，宣布手機、平板APP版可加入已開啟的動畫派對連結。
2024年5月14日，宣布預定在6月開始擴大授權範圍，進行香港及澳門地區的服務；6月3日服務正式上線。7月22日，宣布動畫派對支援主持人在派對中嵌入自己的Twitch或YouTube實況。

## 反應與評價
動畫瘋與當時臺灣影音平台的主要差異在於「完全免費」，只要是註冊滿3個月的巴哈姆特會員，觀看完片頭廣告後即可免費觀看所有的動畫和特攝作品。若使用者不想觀看廣告，也可選擇付費的「無廣告版方案」。於動畫播放中允許用戶發出影片彈幕式的回覆訊息，與Niconico動畫、Acfun和bilibili影音網站相似，可視為台灣的彈幕網站。動畫瘋的影音以動畫為主，故其與其他影音網站相較下顯然提供的類型較少，以Bilibili為例，也提供日本連載動畫電視劇、圖創、音樂、舞蹈、遊戲和科技等影音類型供使用者選擇。
根據資訊工業策進會產業情報研究所的調查，在2021年受台灣使用者歡迎的影音串流平台中，動畫瘋位列第五名。2023年的文化內容策進院調查中，動畫瘋奪下臺灣本土平台使用率排名第六，其付費比率也穩定成長。而在2024年的台灣觀眾對本土串流影音平台的喜好排名以動畫瘋為第一，至於訂閱服務為第二名。動畫瘋在2023年10月至12月的全球造訪量超過4,800萬次，為台灣影音串流網站排名的第1名，比第2名Line TV高出3.5倍。其付費訂閱的比率從2020年初的5％，以倍數成長至2023年的13％。另根據illya.tw網站所查詢的動畫瘋付費比例，2025年6月更高達20.07%。
動畫瘋由於提供台灣民眾方便收視正版日本新番動畫和特攝作品，獲得普遍正面評價。非付費會員觀看廣告後，即可免費觀看當季動畫，因此台灣知名YouTuber雪倫將動畫瘋平台譽為「台灣版的Netflix」。2020年1月，因《異種族風俗娘評鑑指南》動畫尺度過大，動畫瘋將原先無修正的片源替換為修改版，一度引起付費用戶揚言退費抵制，不過動畫瘋迅速回應風波，引入「年齡驗證」機制後重新上架無修正版本，故常有「巴哈我大哥」之類的用語出現於動畫瘋公告下方留言。

## 外部連結
- 维基共享资源上的相關多媒體資源：巴哈姆特動畫瘋
- 官方网站  （繁體中文）